# Libertadores

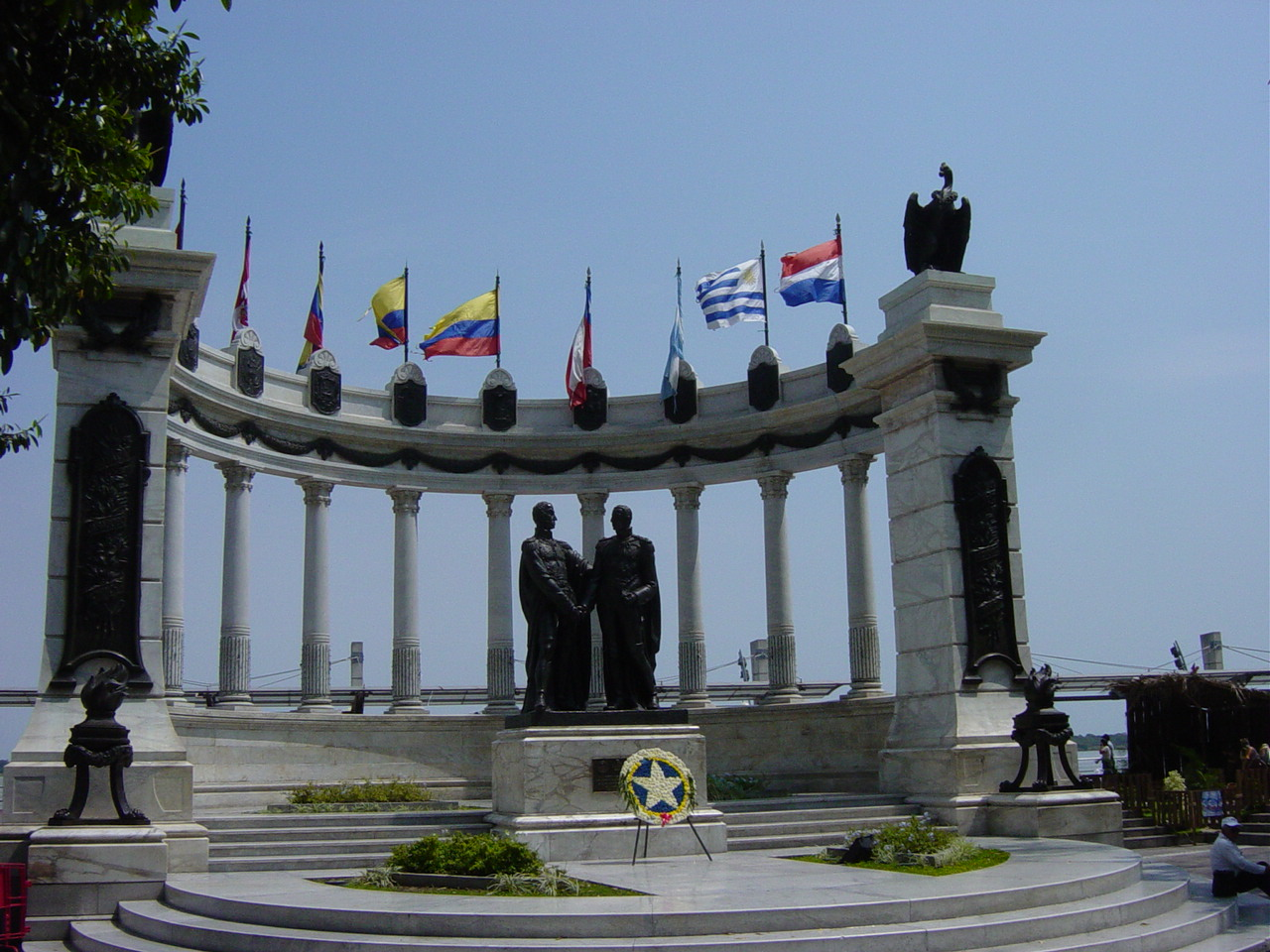
Standbeeld voor Simón Bolívar en José de San Martín in Guayaquil.

Libertadores, oftewel bevrijders, is de naam die in Latijns-Amerika wordt gegeven aan de leiders die in het begin van de 19e eeuw het Spaanse gezag afschudden en de onafhankelijkheidsoorlogen leidden.
De libertadores waren in overgrote meerderheid criollos, afstammelingen van Spanjaarden die al generaties lang in Amerika woonden en zich niet meer verbonden voelden met het Spaanse vasteland. Zij waren beïnvloed door het liberalisme en door de Amerikaanse en Franse Revoluties en golden als caudillos. De twee prominentste libertadores waren Simón Bolívar en José de San Martín, die elkaar ontmoetten in de Ecuadoraanse stad Guayaquil in 1822. Wanneer men in Latijns-Amerika over El Libertador spreekt wordt daar doorgaans Bolívar mee bedoeld.

## Lijst van libertadores
- José Gervasio Artigas (Uruguay)
- Manuel Belgrano (Argentinië)
- Simón Bolívar (Colombia, Panama, Venezuela, Ecuador, Peru en Bolivië)
- José Miguel Carrera (Chili)
- Juan Pablo Duarte (Dominicaanse Republiek)
- Vicente Guerrero (Mexico)
- Miguel Hidalgo (Mexico)
- Francisco de Miranda (Venezuela)
- José María Morelos (Mexico)
- Bernardo O'Higgins (Chili)
- José Gaspar Rodríguez de Francia (Paraguay)
- José de San Martín (Argentinië, Chili en Peru)
- Francisco de Paula Santander (Colombia)
- Antonio José de Sucre (Venezuela)
- Guadalupe Victoria (Mexico)

## Trivia
De Latijns-Amerikaanse voetbalcompetitie Copa Libertadores is genoemd naar de libertadores.